# Altes Landschaftsgebäude

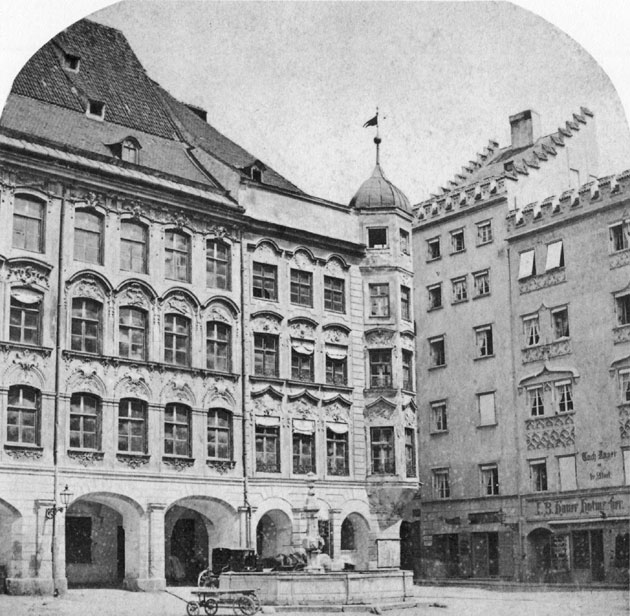
Der Marienplatz, circa 1860, mit dem Alten Landschaftsgebäude (Mitte)

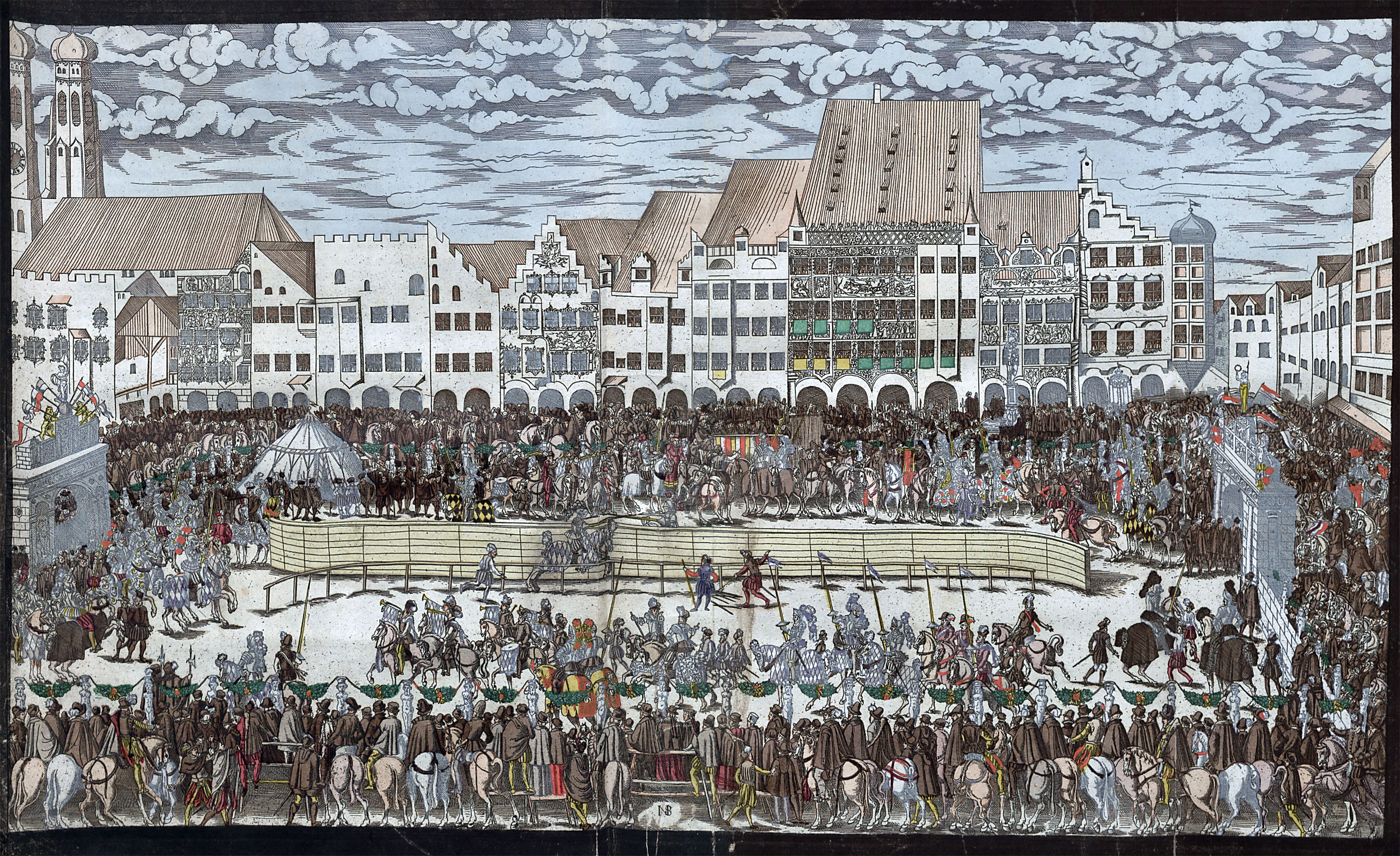
Der Marienplatz, 1568, mit dem Alten Landschaftsgebäude, ganz rechts

Das Alte Landschaftsgebäude war ein ehemals öffentliches Gebäude am Marienplatz in München.

## Geschichte des Gebäudes
Landschaft bedeutet im historischen und ursprünglichen Zusammenhang die Gesamtheit der Landstände in einem mittelalterlichen und frühneuzeitlichen Staat im Sinne der Ständeordnung. Das Gebäude diente als Sitz der Bayerischen Landstände, es war seit Anfang des 16. Jahrhunderts aus drei einzelnen Häusern zusammengewachsen.
1733 erwarben die Landstände zum alten, nach 1565 errichteten Landschaftsgebäude noch das rechts anschließende Bürgerhaus und ließen es von Grund aus neu aufführen. Dabei erhielt die gesamte Fassade, sowohl der alte als auch der neue Teil, eine einheitliche, symmetrisch gestaltete Dekoration der Stuckfassade. An der Ausführung war der Stadtmaurermeister Johann Georg Ettenhofer beteiligt.
Von 1808 bis 1863 befand sich hier die Regierung des Isarkreises bzw. Oberbayerns.
Schon seit Ende des 18. Jahrhunderts waren die Landstände in das Neue Landschaftsgebäude umgezogen.
1865/67 wurde das gesamte Gebäude abgebrochen, um Platz für den ersten Bauabschnitt des Neuen Rathauses zu schaffen. Einige Ausstattungsteile wurden 1865 verkauft. Die Regierung war zuvor in das neue Gebäude in der Maximilianstraße verlegt worden. Die Landschaftsstraße am Marienhof hinter dem Neuen Rathaus erinnert noch heute an den einstigen Tagungsort der Landstände.

## Landstände in Bayern
Als Landstände werden die ständischen Vertretungen (Ständekorporationen) in den Territorien des Römisch Deutschen Reiches bezeichnet. Bis 1550 versammelten sich die Stände alle zwei Jahre, bis 1580 alle drei, bis 1612 nur alle vier Jahre. Danach wurde der Landtag suspendiert. Im 17. Jahrhundert begann durch den Dreißigjährigen Krieg und mit der wachsenden Macht des Landesfürstentums (gemäß den Vorstellungen des Absolutismus) auch in Bayern der Niedergang der Landstände. 1669 wurde dann noch einmal und letztmals der ständische Landtag einberufen. Der Bedeutungsrückgang der Landstände setzte sich im 18. Jahrhundert fort. Dennoch war die Wirksamkeit der Stände im 18. Jahrhundert nicht aufgehoben. Statt der Landtage überwachten nun die ständische Gremien mit ihren Verwaltungen die Staatstätigkeit und sorgten für geordnete Finanzen.